# Montecassiano
Montecassiano é uma comuna italiana da região dos Marche, província de Macerata, com cerca de 6.578 habitantes. Estende-se por uma área de 32,99 km², tendo uma densidade populacional de 206 hab/km². Faz fronteira com Appignano, Macerata, Montefano, Recanati.
Faz parte da rede das Aldeias mais bonitas de Itália.

## Demografia
| Variação demográfica do município entre 1861 e 2011                               |
|                                                                                   |
| Fonte: Istituto Nazionale di Statistica (ISTAT) - Elaboração gráfica da Wikipedia |